# Neil Corbould
Neil Corbould (Londra, 24 dicembre 1962) è un effettista britannico.
Vincitore di due Premi Oscar per gli effetti speciali negli anni 2001 e 2014 per i rispettivi film Il gladiatore e Gravity, nel 2024 è presente nella cinquina del premio Oscar per i miglior effetti speciali con tre film, The Creator, Mission: Impossible - Dead Reckoning e Napoleon.

## Filmografia
- Superman, regia di Richard Donner (1978)
- The Elephant Man, regia di David Lynch (1980)
- Superman II, regia di Richard Lester e Richard Donner (1980)
- Silver Dream Racer, regia di David Wickes (1980)
- Saturn 3, regia di Stanley Donen (1980)
- La spada di Hok, regia di Terry Marcel (1980)
- Gli occhi del parco, regia di John Hough e Vincent McEveety (1980)
- Un lupo mannaro americano a Londra, regia di John Landis (1981)
- Memoirs of a Survivour, regia di David Gladwell (1981)
- Victor Victoria, regia di Blake Edwards (1982)
- Pink Floyd The Wall, regia di Alan Parker (1982)
- Superman III, regia di Richard Lester (1983)
- Il filo del rasoio, regia di John Byrum (1984)
- Amadeus, regia di Miloš Forman (1984)
- A Christmas Carol, regia di Clive Donner - Film TV (1984)
- 007 - Bersaglio mobile, regia di John Glen (1985)
- Link, regia di Richard Franklin (1986)
- La piccola bottega degli orrori, regia di Frank Oz (1986)
- Delta Force, regia di Menahem Golan (1986)
- Absolute Beginners, regia di Julien Temple (1986)
- 007 - Zona pericolo, regia di John Glen (1987)
- Willow, regia di Ron Howard (1988)
- 007 - Vendetta privata, regia di John Glen (1989)
- The Old Man and the Sea, regia di Jud Taylor (1990)
- Air America, regia di Roger Spottiswoode (1990)
- Sherlock Holmes: il mistero del crociera di sangue, regia di Fraser C. Heston (1991)
- Higlander II - Il ritorno, regia di Russell Mulchay (1991)
- La città della gioia, regia di Roland Joffé (1992)
- Cuori ribelli, regia di Ron Howard (1992)
- Cliffhanger - L'ultima sfida, regia di Renny Harlin (1993)
- MacGyver: Trail to Doomsday, regia di Charles Correll (1994)
- MacGyver - Il tesoro di Atlantide, regia di Michael Vejar (1994)
- Leon, regia di Luc Besson (1994)
- Corsari, regia di Renny Harlin (1995)
- Punto di non ritorno, regia di Paul W. S. Anderson (1997)
- Il quinto elemento, regia di Luc Besson (1997)
- Salvate il soldato Ryan, regia di Steven Spielberg (1998)
- Entrapment, regia di Jon Amiel (1999)
- Vertical Limit, regia di Martin Campbell (2000)
- Il gladiatore, regia di Ridley Scott (2000)
- La mummia - Il ritorno, regia di Stephen Sommers (2001)
- Black Hawk Down - Black Hawk abbattuto, regia di Ridley Scott (2001)
- Le quattro piume, regia di Shekhar Kapur (2002)
- Two Thousand Acres of Sky - Serie TV (2001)
- Timeline - Ai confini del tempo, regia di Richard Donner (2003)
- Beyond Borders - Amore senza confini, regia di Martin Campbell (2003)
- The Day After Tomorrow - L'alba del giorno dopo, regia di Roland Emmerich (2004)
- King Arthur, regia di Antoine Fuqua (2004)
- Le crociate - Kingdom of Heaven, regia di Ridley Scott (2005)
- Superman Returns, regia di Bryan Singer (2006)
- Blood Diamond - Diamanti di sangue, regia di Edward Zwick (2006)
- Il mistero delle pagine perdute, regia di Jon Turteltaub (2007)
- Fred Claus - Un fratello sotto l'albero, regia di David Dobkin (2007)
- Defiance - I giorni del coraggio, regia di Edward Zwick (2008)
- Scontro tra titani, regia di Louis Leterrier (2010)
- War Horse, regia di Steven Spielberg (2011)
- The Devil's Double, regia di Lee Tamahori (2011)
- Pirati dei Caraibi - Oltre i confini del mare, regia di Rob Marshall (2011)
- Zero Dark Thirty, regia di Kathryn Bigelow (2012)
- La furia dei titani, regia di Jonathan Liebesman (2012)
- Biancaneve e il cacciatore, regia di Rupert Sanders (2012)
- World War Z, regia di Marc Forster (2013)
- Red 2, regia di Dean Parisot (2013)
- Gravity, regia di Alfonso Cuarón (2013)
- Kingsman - Secret Service, regia di Matthew Vaughn (2014)
- Hercules - Il guerriero, regia di Brett Ratner (2014)
- Exodus - Dei e re, regia di Ridley Scott (2014)
- Sopravvissuto - The Martian, regia di Ridley Scott (2015)
- Criminal, regia di Ariel Vromen (2016)
- Alice attraverso lo specchio, regia di James Bobin (2016)
- Miss Peregrine - La casa dei ragazzi speciali, regia di Tim Burton (2016)
- Rogue One: A Star Wars Story, regia di Gareth Edwards (2016)
- Alien: Covenant, regia di Ridley Scott (2017)
- Ready Player One, regia di Steven Spielberg (2018)
- Mission: Impossible - Fallout, regia di Christopher McQuarrie (2018)
- Terminator - Destino oscuro (Terminator: Dark Fate), regia di Tim Miller (2019)
- Mission: Impossible - Dead Reckoning, regia di Christopher McQuarrie (2023)
- The Creator, regia di Gareth Edwards (2023)
- Napoleon, regia di Ridley Scott (2023)
- Mission: Impossible - The Final Reckoning, regia di Christopher McQuarrie (2025)